# Chromatomyia actinidiae
Chromatomyia actinidiae este o specie de muște din genul Chromatomyia, familia Agromyzidae, descrisă de Mitsuhiro Sasakawa în anul 1998. Conform Catalogue of Life specia Chromatomyia actinidiae nu are subspecii cunoscute.